# Последняя милость
Последняя милость (фр. Le Coup de grâce) — роман французской писательницы Маргерит Юрсенар, изданный в 1939 в Париже издательством Галлимар.
Был написан в 1938 в Сорренто и издан за три месяца до начала Второй мировой войны. Действие происходит в Прибалтике (Курляндия), охваченной в 1919—1920 годах жестокой гражданской войной. Главный герой и нарратор Эрик фон Ломонд, молодой немецкий офицер французского происхождения, сражается с большевиками в составе белого добровольческого формирования (немецкого фрайкора или русско-германского ландесвера). Его отряд базируется в поместье Кратовице, принадлежащем его другу и сослуживцу остзейскому барону Конраду Ревалю. Сестра Конрада Софи влюбляется в Эрика, но тот не отвечает взаимностью, будучи латентным гомосексуалом, неравнодушным к её брату.
В центре сюжета находится типичный для Юрсенар любовный треугольник — двое мужчин и женщина, и главный герой отвергает любовь женщины ради гомосексуальной привязанности. По словам писательницы, в основе романа лежит подлинная история, рассказанная участниками этой войны, по-видимому, родственниками или знакомыми Жанны фон Фитингоф или её мужа, барона Конрада фон Фитингофа. Характер Софи, как это нередко было у Юрсенар в отношении женских персонажей, изображен с некоторым презрением и вызывает жалость, в чём некоторые критики и литературоведы видели отражение собственного несчастного любовного переживания автора, связанного с Андре Френьо.
В предисловии к роману, написанном в 1962 году, Юрсенар указывает:

Сюжет далек от нас и в то же время очень нам близок — далек потому, что бесчисленное множество эпизодов Гражданской войны за двадцать лет заслонило те события, близок же потому, что душевные смуты, описанные в романе, мы переживаем и сейчас, даже сильнее, чем когда-либо. (…) Кроме того, с чисто литературной точки зрения в ней, как мне показалось, содержатся все элементы, присущие классической трагедии, и она, таким образом, прекрасно вписывается в рамки традиционного французского рассказа, унаследовавшего, на мой взгляд, некоторые черты этого жанра.— Юрсенар. Предисловие, с. 117
Глухой уголок Прибалтики, отрезанный войной и революцией, обеспечивает единство времени, места, а также единство угрозы — необходимые составляющие классической трагедии. Защищая своё произведение от критиков, выступавших с классовых и партийных позиций, и считавших главного героя тупым садистом, полагая, что автор в его лице или восхваляет прусский милитаризм и одного из первых солдат Третьего Рейха, или наоборот — рисует карикатуру на прото-фашизм, Юрсенар в предисловии пишет, что роман не имел целью «превознести или опорочить какую бы то ни было группировку или класс, страну или партию». Главному герою специально даны французское имя и происхождение, чтобы наделить его ясным и язвительным умом, так как немцам (по мнению французов) свойственна специфическая «немецкая тупость».
Относительно антисемитизма Эрика Юрсенар указывает, что «зубоскальство в адрес евреев» было свойственно его социальной среде, но в реальных условиях гражданской войны он с бо́льшим уважением относился к противнику — Григорию Лоеву, еврею и большевику, к которому присоединилась Софи, чем ко многим своим соратникам. Мать Григория, еврейскую торговку, он также, по причине невольного уважения к её мужеству, не стал расстреливать, несмотря на её связи с красными.
Одной из причин, побудивших Юрсенар написать этот роман, было свойственное его героям благородство, которое она понимала, как отсутствие корыстных расчетов.

Я понимаю, что возникает опасная двусмысленность, когда говоришь о благородстве в книге, три главных героя которой принадлежат к привилегированной касте, являясь последними её представителями. Мы слишком хорошо знаем, что два понятия — нравственное и классовое, благородство и аристократизм — совпадают далеко не всегда. С другой стороны, мы поддались популярному ныне предрассудку, отказавшись признать, что идеал благородства по крови, каким бы надуманным он ни был, развивал в иных натурах независимость, гордость, верность, бескорыстие — качества, благородные по определению.— Юрсенар. Предисловие, с. 119—120
В романе, достаточно ярко изображающем чудовищные реалии русской гражданской войны, усматривают влияние популярных в 1930-е годы мемуарных произведений Эрнста Юнгера («В стальных грозах») и Эрнста фон Заломона («Вне закона»), ветерана балтийского фрайкора, освобождавшего Латвию от большевиков.
В 1976 году Фолькер Шлёндорф поставил по роману фильм «Выстрел из милосердия» (Der Fangschuß).

## Комментарии
1. ↑  На русский также переводится как «Последний выстрел» и «Выстрел из милосердия». Собственно, coup de grâce («милостивый удар») — общепринятое название удара, которым добивают поверженного и обреченного противника
2. ↑  По сюжету, Эрик фон Ломонд впоследствии участвовал в гитлеровском «взятии власти»